# Superbike-Weltmeisterschaft 2004
Die Superbike-WM-Saison 2004 war die 17. in der Geschichte der FIM-Superbike-Weltmeisterschaft. Bei elf Veranstaltungen wurden 22 Rennen ausgetragen.

## Punkteverteilung
Weltmeister wird derjenige Fahrer beziehungsweise der Hersteller, der bis zum Saisonende die meisten Punkte in der Weltmeisterschaft angesammelt hat. Bei der Punkteverteilung werden die Platzierungen im Gesamtergebnis des jeweiligen Rennens berücksichtigt. Die fünfzehn erstplatzierten Fahrer jedes Rennens erhalten Punkte nach folgendem Schema:
| Punkteverteilung | Punkteverteilung | Punkteverteilung | Punkteverteilung | Punkteverteilung | Punkteverteilung | Punkteverteilung | Punkteverteilung | Punkteverteilung | Punkteverteilung | Punkteverteilung | Punkteverteilung | Punkteverteilung | Punkteverteilung | Punkteverteilung | Punkteverteilung |
| ---------------- | ---------------- | ---------------- | ---------------- | ---------------- | ---------------- | ---------------- | ---------------- | ---------------- | ---------------- | ---------------- | ---------------- | ---------------- | ---------------- | ---------------- | ---------------- |
| Platz            | 1                | 2                | 3                | 4                | 5                | 6                | 7                | 8                | 9                | 10               | 11               | 12               | 13               | 14               | 15               |
| Punkte           | 25               | 20               | 16               | 13               | 11               | 10               | 9                | 8                | 7                | 6                | 5                | 4                | 3                | 2                | 1                |

In die Wertung kamen alle erzielten Resultate.

## Wissenswertes
- Der zweite Lauf in Brands Hatch wurde nach drei Runden abgebrochen, später neu gestartet und beide Teile zusammen gewertet.

## Rennergebnisse
|    | Datum  | Rennen             | Strecke        | Pole-Position       | Lauf | Platz 1             | Platz 2             | Platz 3             | Schn. Rennrunde     |
| -- | ------ | ------------------ | -------------- | ------------------- | ---- | ------------------- | ------------------- | ------------------- | ------------------- |
| 1  | 29.02. | Spanien            | Valencia       | Régis Laconi        | 1    | James Toseland      | Pierfrancesco Chili | Chris Walker        | Garry McCoy         |
| 1  | 29.02. | Spanien            | Valencia       | Régis Laconi        | 2    | Noriyuki Haga       | James Toseland      | Steve Martin        | Noriyuki Haga       |
| 2  | 28.03. | Australien         | Phillip Island | Régis Laconi        | 1    | Régis Laconi        | Chris Vermeulen     | James Toseland      | Régis Laconi        |
| 2  | 28.03. | Australien         | Phillip Island | Régis Laconi        | 2    | Garry McCoy         | Chris Vermeulen     | Pierfrancesco Chili | Garry McCoy         |
| 3  | 18.04. | San Marino         | Misano         | Steve Martin        | 1    | Régis Laconi        | Troy Corser         | Pierfrancesco Chili | Régis Laconi        |
| 3  | 18.04. | San Marino         | Misano         | Steve Martin        | 2    | Pierfrancesco Chili | Régis Laconi        | Steve Martin        | Pierfrancesco Chili |
| 4  | 16.05. | Italien            | Monza          | Régis Laconi        | 1    | Régis Laconi        | James Toseland      | Garry McCoy         | Régis Laconi        |
| 4  | 16.05. | Italien            | Monza          | Régis Laconi        | 2    | Régis Laconi        | James Toseland      | Garry McCoy         | Régis Laconi        |
| 5  | 30.05. | Deutschland        | Oschersleben   | Troy Corser         | 1    | Noriyuki Haga       | James Toseland      | Pierfrancesco Chili | Noriyuki Haga       |
| 5  | 30.05. | Deutschland        | Oschersleben   | Troy Corser         | 2    | Régis Laconi        | James Toseland      | Leon Haslam         | Noriyuki Haga       |
| 6  | 13.06. | Großbritannien     | Silverstone    | Régis Laconi        | 1    | Noriyuki Haga       | Chris Vermeulen     | Pierfrancesco Chili | Régis Laconi        |
| 6  | 13.06. | Großbritannien     | Silverstone    | Régis Laconi        | 2    | Chris Vermeulen     | Noriyuki Haga       | Régis Laconi        | Chris Vermeulen     |
| 7  | 11.07. | Vereinigte Staaten | Laguna Seca    | Steve Martin        | 1    | Chris Vermeulen     | Pierfrancesco Chili | Steve Martin        | Chris Vermeulen     |
| 7  | 11.07. | Vereinigte Staaten | Laguna Seca    | Steve Martin        | 2    | Chris Vermeulen     | James Toseland      | Régis Laconi        | Chris Vermeulen     |
| 8  | 01.08. | Europa             | Brands Hatch   | Steve Martin        | 1    | Noriyuki Haga       | Régis Laconi        | Steve Martin        | Pierfrancesco Chili |
| 8  | 01.08. | Europa             | Brands Hatch   | Steve Martin        | 2    | Noriyuki Haga       | Pierfrancesco Chili | Chris Vermeulen     | Pierfrancesco Chili |
| 9  | 05.09. | Niederlande        | Assen          | Pierfrancesco Chili | 1    | James Toseland      | Pierfrancesco Chili | Régis Laconi        | Noriyuki Haga       |
| 9  | 05.09. | Niederlande        | Assen          | Pierfrancesco Chili | 2    | Chris Vermeulen     | James Toseland      | Noriyuki Haga       | Noriyuki Haga       |
| 10 | 26.09. | Italien            | Imola          | Régis Laconi        | 1    | Régis Laconi        | Chris Vermeulen     | James Toseland      | Régis Laconi        |
| 10 | 26.09. | Italien            | Imola          | Régis Laconi        | 2    | Régis Laconi        | James Toseland      | Steve Martin        | Noriyuki Haga       |
| 11 | 03.10. | Frankreich         | Magny-Cours    | Troy Corser         | 1    | James Toseland      | Noriyuki Haga       | Régis Laconi        | Steve Martin        |
| 11 | 03.10. | Frankreich         | Magny-Cours    | Troy Corser         | 2    | Noriyuki Haga       | James Toseland      | Régis Laconi        | Noriyuki Haga       |

## Fahrerwertung
| 1  | James Toseland       | Ducati 999 F04    | Ducati Fila                    | 336 |
| 2  | Régis Laconi         | Ducati 999 F04    | Ducati Fila                    | 327 |
| 3  | Noriyuki Haga        | Ducati 999 RS     | Renegade Ducati Koji           | 299 |
| 4  | Chris Vermeulen      | Honda CBR 1000 RR | Ten Kate Honda                 | 282 |
| 5  | Pierfrancesco Chili  | Ducati 998 RS     | PSG - 1 Corse                  | 243 |
| 6  | Garry McCoy          | Ducati 999 RS     | Xerox - Ducati Nortel Networks | 199 |
| 7  | Steve Martin         | Ducati 999 RS     | D.F.Xtreme Sterilgarda         | 181 |
| 8  | Leon Haslam          | Ducati 999 RS     | Renegade Ducati Koji           | 169 |
| 9  | Troy Corser          | Petronas FP1      | Foggy Petronas Racing          | 146 |
| 10 | Marco Borciani       | Ducati 999 RS     | D.F.Xtreme Sterilgarda         | 130 |
| 11 | Chris Walker         | Petronas FP1      | Foggy Petronas Racing          | 128 |
| 12 | Ivan Clementi        | Kawasaki ZX-10R   | Kawasaki Bertocchi             | 85  |
| 13 | Mauro Sanchini       | Kawasaki ZX-10R   | Kawasaki Bertocchi             | 79  |
| 14 | Gianluca Nannelli    | Ducati 998 RS     | Pedercini                      | 72  |
| 15 | Piergiorgio Bontempi | Suzuki GSX-R 1000 | Zongshen                       | 52  |
| 16 | Lucio Pedercini      | Ducati 998 RS     | Pedercini                      | 41  |
| 17 | Sergio Fuertes       | Suzuki GSX-R 1000 | MIR Racing                     | 35  |
| 18 | Sébastien Gimbert    | Yamaha YZF-R1     | Yamaha France                  | 33  |
| 19 | James Ellison        | Yamaha YZF-R1     | Jentin Racing                  | 30  |
| 20 | Warwick Nowland      | Suzuki GSX-R 1000 | Zongshen                       | 27  |

| 21 | Giovanni Bussei      | Ducati 998 RS     | DeCecco Racing                 | 24 |
| 22 | Alessio Velini       | Yamaha YZF-R1     | UnionBike GiMotorsport         | 20 |
| 23 | Horst Saiger         | Yamaha YZF-R1     | Life Haus RT                   | 17 |
| 24 | Craig Coxhell        | Honda             | Vitrans Honda                  | 16 |
| 25 | Jiří Mrkývka         | Ducati 998 RS     | JM SBK                         | 13 |
| 26 | Luca Pini            | Suzuki GSX-R 1000 | Boselli Racing                 | 12 |
|    | Stephane Duterne     | Kawasaki ZX-10R   | Zongshen                       | 11 |
| 28 | Andreas Meklau       | Suzuki GSX-R 1000 | Yoshimura Schäfer Motorsport   | 9  |
| 29 | Jürgen Oelschläger   | Honda CBR 1000 RR | Alpha Technik                  | 8  |
|    | Miguel Praia         | Ducati 999 RS     | Xerox - Ducati Nortel Networks | 8  |
| 31 | Giancarlo De Matteis | Ducati 999 RS     | Xerox - Ducati Nortel Networks | 4  |
|    | Paweł Szkopek        | Suzuki GSX-R 1000 | Szkopek Agip RT                | 4  |
|    | Ivan Sala            | Suzuki GSX-R 1000 | Team Anyway Fidoweb            | 4  |
| 34 | Stefano Cruciani     | Kawasaki ZX-10R   | Kawasaki Bertocchi             | 3  |
|    | Doriano Romboni      | Yamaha YZF-R1     | Giesse Racing Team             | 3  |
|    | Gianmaria Liverani   | Ducati 998 RS     | Caron Dream                    | 3  |
| 37 | Carl Berthelsen      | Suzuki GSX-R 1000 | Suzuki Nederland               | 2  |
| 38 | Berto Camlek         | Yamaha YZF-R1     | Inoterm Racing Team            | 1  |
|    | Robert Menzen        | Suzuki GSX-R 1000 | Robert Menzen Racing           | 1  |

## Konstrukteurswertung
| 1 | Ducati       | 530 |
| 2 | Honda        | 289 |
| 3 | Petronas FP1 | 200 |
| 4 | Kawasaki     | 129 |
| 5 | Suzuki       | 101 |
| 6 | Yamaha       | 89  |